# Восточно-Казахстанский технический университет
Восточно-Казахстанский технический университет имени Даулета Серикбаева (ВКТУ) (каз. Дәулет Серікбаев атындағы Шығыс Қазақстан техникалық университеті (ШҚТУ)) — высшее техническое учебное заведение Восточно-Казахстанской области.
ВКТУ им. Д. Серикбаева — один из ведущих технических ВУЗов Казахстана, который готовит специалистов для металлургии, машиностроения, энергетики, архитектуры и строительства, транспорта, информационных систем, а также профессиональных экономистов. Занятия ведутся по очной и заочной форме обучения, университет также предлагает ускоренные образовательные программы, использование дистанционных технологий.
По состоянию на 2025 год в ВКТУ 435 преподавателей, из них докторов PhD - 56, докторов и кандидатов наук - 108.

## История
1958 год. Постановлением Совета Министров СССР от 5 августа № 866 и Постановлением Совета Министров Казахской ССР от 30 августа № 765 организован Усть-Каменогорский строительно-дорожный институт. Первым ректором УКСДИ назначен Д. М. Серикбаев. Открытие в Восточно-Казахстанской области технического ВУЗа было объективно предопределено бурным развитием экономики на Востоке Казахстана и острой потребностью в инженерно-технических кадрах для его обеспечения.
Для размещения учебных корпусов, студенческих общежитий, спортивных площадок и жилых домов городским Советом депутатов выделено 66 га площади на берегу Иртыша. В первые годы ВУЗ размещался в переданном ему учебном корпусе строительного техникума, административном здании проектного института «Казгипроцвет», а студенты проживали в общежитии Востокмашзавода на 400 мест.
По специальностям: промышленное и гражданское строительство, производство бетонных и железобетонных изделий и конструкций, строительно-дорожные машины и оборудование, автомобильные дороги и эксплуатация автомобильного транспорта принято 175 человек, в том числе на дневную форму обучения — 100 человек, заочную — 75 человек. В структуру института входило 8 кафедр: марксизма-ленинизма, химии, высшей математики, физики, начертательной геометрии и графики, теоретической механики, строительной механики, геодезии, на которых работало 13 преподавателей, том числе 3 кандидата наук, и 10 лаборантов. В связи с организацией в 1959 году строительного и автомеханического факультетов вновь открытые кафедры технологии металлов и спецподготовки, а также кафедры строительной механики, теоретической механики, высшей математики, марксизма-ленинизма относились к автомеханическому факультету, остальные вошли в состав строительного факультета.
С 1 сентября 1959 года открыт заочный факультет на базе Усть-Каменогорского консультативного пункта всесоюзного заочного инженерно-строительного института. В 1960 году создана кафедра физвоспитания и спорта, которую возглавил Левченко Б. Ф. В 1961 году в УКСДИ проведена первая научно-техническая конференция профессорско-преподавательского и студенческого состава. Заслушаны и обсуждены научные доклады 45 преподавателей и 10 студентов. С 1962 года стал действовать общетехнический факультет в г. Зыряновске. В 1963 году институту передан Семипалатинский учебно-консультативный пункт ВЗИСИ, а годом позже он преобразован в общетехнический факультет. В 1962 году институт возглавил доктор архитектуры, профессор Сидоров А. К. К началу 60-х годов относится формирование вычислительного центра. В 1962 году для прохождения курса спецподготовки в г. Минск направлены Каханов А. А., Смирнов Б. П., Коровина А. В., Чернявский В. С., Макарцев М. И. В 1963 году состоялся первый выпуск 79 молодых специалистов, 8 из которых получили диплом «с отличием». С 1963 года берёт начало институтское студенческое движение. 480 бойцов в Павлодарской области возвели 33 объекта, в том числе 7 двухквартирных домов, школу, 2 общежития и т. д. В 1965 году сданы в эксплуатацию главный корпус института общей площадью 3000 м²., общежитие на 516 мест и жилой дом на 48 квартир. В 1966—1967 г.г. введены в строй лабораторный корпус, блок общеинститутских помещений с актовым, спортивным залами и библиотекой, третье общежитие на 516 мест.
Расширение материально-технической базы позволило увеличить набор студентов и открыть новые факультеты: архитектурный (1964 г.), инженерно-экономический (1965 г.), водоснабжения и канализации (1967 г.).
25 февраля 1967 года вышел первый номер институтской газеты «За знание». Редактором многотиражки утверждён зав. кафедрой истории КПСС доцент Савостенко В. М.
С 1967 года при институте стал действовать факультет повышения квалификации.
В год своего 10-летнего юбилея институт принял 1550 человек, в том числе 725 человек — по дневной форме обучения. На 35 кафедрах работало 340 преподавателей, 36 из которых имели учёные степени и звания.
В 1972 году в г. Алма-Ата открыт вечерний филиал УКСДИ, материальную базу для которого предоставило Министерство автомобильных дорог республики.
С 1972 года в СДИ введена новая структура — общеинженерный факультет, объединивший 13 кафедр общеинженерных дисциплин и 54 студенческие группы 1 и 2 курсов, за исключением архитекторов и экономистов. Декан — кандидат технических наук, доцент Токмурзин О. Т.
В 1974 году за активное участие в Выставке достижений народного хозяйства республики УКСДИ награждён дипломом I степени ВДНХ Казахской ССР.
С 1975 года в строй вступили клуб-столовая на 500 посадочных мест и пятое студенческое общежитие.
Открытие новых специальностей: «Мосты и тоннели» (1976 г.) и «Организация дорожного движения» (1977 г.) позволило увеличить план приёма студентов до 1525 человек, в том числе 950 человек — на дневную форму обучения.
В 1980—1981 учебном году, в соответствии с приказом МинВУЗа Казахской ССР, в СДИ проведены структурные изменения. Студенты обучались по 12 специальностям на 6 факультетах дневной формы обучения, самые крупные из которых: автомобильного транспорта (декан Туленденов Р. С.), городского строительства (Захаров Н. И.), архитектурный (Скалабан А. А.).
В 1986 году институт возглавил кандидат экономических наук, профессор, действительный член Академии естественных наук Республики Казахстан, член-корреспондент Академии наук высшей школы Казахстана, инженерной Академии Республики Казахстан Баталов Ю. В.
В апреле 1986 года в целях интенсификации учебного процесса организована кафедра прикладной математики и вычислительной техники под руководством кандидата физико-математических наук, доцента Лисьева В. П.
С 1987 года стал осуществляться приём студентов на договорной основе.
В 1988 году, в результате реорганизации, созданы 3 факультета: архитектура и строительство (декан Гольцев А. Г.), автомобильный транспорт (Туленденов Р. С.), дорожно-механический (Антонов В. А.).
В 1987 году впервые проведена аттестация ВУЗа, подтвердившая его прочное место в ряду ведущих ВУЗов страны.
В 1992 году, в целях реализации Закона о языках и государственной программы развития казахского языка, в институте открыто отделение с казахским языком обучения по 4 специальностям, преобразованное в 1995 году в факультет.
В сентябре 1995 года на базе УКСДИ проведена презентация Восточно-Казахстанской области и выставка образцов продукции предприятий, в которой приняли участие более 20 иностранных фирм.
В 1995 году ВУЗ назначен головным по республике по проблемам надёжности и ресурсов машин. На его базе приказом Министерства науки и новых технологий образован с 1994 года научно-инженерный центр.
7 мая 1996 года Постановлением Правительства РК № 573 УКСДИ реорганизован в Восточно-Казахстанский технический университет. По ходатайству ВУЗа Постановлением Правительства РК от 3 ноября 1997 года № 1485 ему присвоено имя Даулета Серикбаева.
С 1997 года начала работу социолингвистическая лаборатория под руководством доктора наук, профессора Чайковской Н. Н.
В 1998 году создана социодемографическая лаборатория под руководством доктора наук, профессора Алексеенко Н. В., на базе которой проведён ряд международных научно-практических конференций «Этнодемографические процессы в Казахстане и сопредельных территориях в XX веке».
В 1999 году при ВУЗе открыт колледж, выпускники которого могут продолжить обучение в университете. Директор — кандидат физико-математических наук, доцент Абросов В. Н.
В январе 2000 года ВУЗ возглавил кандидат экономических наук, профессор КазГАУ, действительный член Международной экономической академии Евразии Гамарник Г. Н.
В июне 2000 года ВКТУ аттестован Государственной аттестационной комиссией.
31 января 2001 года Постановлением Правительства РК № 163 Восточно-Казахстанский технический университет им. Д. Серикбаева переименован в Республиканское государственное казённое предприятие «Восточно-Казахстанский государственный технический университет им. Д. Серикбаева».
17 мая 2001 года университету выдана лицензия № 0000092 по 36 специальностям высшего профессионального образования и 8 специальностям высшего базового образования.
В августе 2001 года ВУЗ вошёл в список аккредитованных высших учебных заведений Республики Казахстан.
В октябре 2001 года на базе ВКТУ проведен I республиканский фестиваль студенческой молодёжи «Жас толкын».
Постановлением правительства РК от 11 октября 2019 г., приказом № 345 Комитета государственного имущества и приватизации РК от 02 июня 2020 года ВКГТУ им. Д. Серикбаева преобразовался в НАО ВКТУ им. Д. Серикбаева.
25 ноября 2020 г. ВКТУ им. Д.Серикбаева стал обладателем престижной премии «Лидер науки — Web of Science Awards»-2020 в номинации «Top regional universities», подтвердив лидирующие позиции на востоке.

## Рейтинги
В 2014 году агентство «Эксперт РА», включило ВУЗ в список лучших высших учебных заведений Содружества Независимых Государств, где ему был присвоен рейтинговый класс «Е».
Университет получил международное признание — рейтинговое агентство QS Star (Великобритания) в 2023 году присудило ему четыре звезды превосходства в международном рейтинге QS Stars University Ratings. ВКТУ получил «5 звёзд» (превосходно) по категориям: Преподавание, Трудоустройство, Устойчивое развитие. По категориям Интернационализация, Исследования, Объекты инфраструктуры университет имеет «3 звезды» (очень хорошо). Также тремя звездами оценена образовательная программа «Горное дело».
По итогам национальных рейтингов 2020 года университет входит в ТОП-4 среди технических вузов (по версии НАОКО), занял 8 место среди всех вузов (по версии НААР)..
ВКТУ в рейтингах

## Ректоры
- 1958—1962 Серикбаев Даулет Миркасимович
- 1962—1986 Сидоров Анатолий Константинович
- 1986—2000 Баталов Юрий Васильевич
- 2000—2003 Гамарник Геннадий Николаевич
- 2003—2010 Мутанов Галимкаир Мутанович
- 2010—2015 Темирбеков Нурлан Муханович
- 2015—2022 Шаймарданов Жасулан Кудайбергенович[3]
- с 2022 — Рахметуллина Сауле Жадыгеровна[4]

## Школы
На 2025 год в ВКТУ существуют следующие подразделения:
- Школа архитектуры, строительства и энергетики (ШАСиЭ)
- Бизнес школа
- Школа цифровых технологий и искусственного интеллекта
- Школа наук о Земле
- Международная школа инженерии
- Foundation
- Высший IT колледж
- Военная кафедра